# Лажес (коммуна)
Лаже́с (фр. Lagesse) — коммуна во Франции, находится в регионе Шампань — Арденны. Департамент — Об. Входит в состав кантона Шаурс. Округ коммуны — Труа.
Код INSEE коммуны — 10185.
Коммуна расположена приблизительно в 165 км к юго-востоку от Парижа, в 110 км южнее Шалон-ан-Шампани, в 31 км к югу от Труа.

## Население
Население коммуны на 2008 год составляло 184 человека.
| 1962 | 1968 | 1975 | 1982 | 1990 | 1999 | 2008 |
| ---- | ---- | ---- | ---- | ---- | ---- | ---- |
| 214  | 205  | 200  | 207  | 179  | 168  | 184  |

## Экономика
В 2007 году среди 119 человек в трудоспособном возрасте (15—64 лет) 92 были экономически активными, 27 — неактивными (показатель активности — 77,3 %, в 1999 году было 69,2 %). Из 92 активных работали 86 человек (53 мужчины и 33 женщины), безработных было 6 (3 мужчины и 3 женщины). Среди 27 неактивных 5 человек были учениками или студентами, 8 — пенсионерами, 14 были неактивными по другим причинам.